# Mall: Wrong Time, Wrong Place
Mall: Wrong Time, Wrong Place (Mall, deutscher DVD-Titel auch Running with the Wolves) ist ein US-amerikanisches Filmdrama aus dem Jahr 2014. Der Film basiert auf dem gleichnamigen Roman von Eric Bogosian, der jedoch nicht das Drehbuch schrieb. Regisseur ist der bei der Rockband Linkin Park tätige Discjockey Joe Hahn, der auch die Regie bei den meisten Videoclips der Band führte. Mall ist sein erster abendfüllender Spielfilm. Er produzierte ihn zusammen mit Joe Vinciguerra und dessen Freund Vincent D’Onofrio, der auch im Film mitspielt. ‘Mall’ handelt von einem Amoklauf in einem Einkaufszentrum, durch den mehrere unverbundene Personen miteinander in Kontakt treten.

## Handlung
Der drogensüchtige Malcolm (Spitzname: Mal) erschießt seine Mutter, zündet deren armseligen Trailer an und fährt zu jenem Einkaufszentrum (englisch: Mall), das Namensgeber des Films ist.
Auf dem Parkplatz dieser Mall sonnt sich ein Student, Jeff, auf einem kleinen Stück Rasen und wird von der Polizei aufgefordert, den Rasen zu verlassen. Jeff geht anschließend mit Adelle, die er verehrt, in das Einkaufszentrum und schildert ihr die im Folgenden wichtigsten vier Hauptpersonen des Films: Donna, eine gelangweilte Hausfrau, Barry, ein Boutiquenbesitzer, Michael, ein Sicherheitsbediensteter, und Danny, ein verheirateter Geschäftsmann, der im Film immer nur als „Perverser“ bezeichnet wird. Zusätzlich spielt in Jeffs Weltsicht der Roman Der Steppenwolf von Hermann Hesse eine Rolle, als Gegenmodell zu diesen Personen. Jeff und Adelle treffen sich nun mit zwei anderen Studenten, Shel und Beckett, wobei der letztere Jeff Ecstasy anbietet.
In der nächsten Szene wird Danny vom Wachpersonal festgenommen, weil er Donna in einer Umkleidekabine beobachtet hatte und daher als Voyeur galt. Shel und Beckett machen sich auf, dieser Festnahme als Zuschauer beizuwohnen.
Mittlerweile ist Mal in der Mall erschienen und in den Laden von Barry eingedrungen, seinem früheren Arbeitgeber. Er erschießt ihn mit seiner Maschinenpistole, weil er ihn wegen einer Veruntreuung entlassen hatte. Er erschießt auch einige Polizisten, flieht nach draußen und erschießt dort jene Polizisten, die Danny verhaftet hatten. Danny bleibt in Handschellen im Polizeiauto zurück. In der Mall bricht Panik aus, alles eilt schreiend hinaus. Der einzige, der Mal folgt, ist Michael, der Mal auch verletzt.
Etwa zur selben Zeit gesteht Jeff Adelle seine Liebe, die ihm aber antwortet, dass er ein Langweiler sei. Jetzt wirkt auch bei Jeff die Ecstasy-Pille, er fühlt sich als Werwolf und spaziert, unbeeindruckt von der Panik rund um ihn, durch die Gänge des Einkaufszentrums. Während sich Adelle an den wehrlosen Danny im Polizeiauto heranmacht, um ihn zu demütigen und geradewegs zu vergewaltigen, gehen Shel und Beckett durch das mittlerweile geleerte Einkaufszentrum und zertrümmern zahllose Fensterscheiben.
Jeff gelangt in eine Bar außerhalb der Mall und trifft dort auf Donna, der gelangweilten und sexhungrigen Hausfrau. Nach einer missglückten Verführung eines anderen Mannes wendet sie sich Jeff zu und geht mit ihm in ein Motel, wo sie miteinander schlafen. Danach möchte Jeff ihr etwas vom Steppenwolf-Roman vorlesen, sie aber geht nach Hause, und Jeff kehrt in die Mall zurück. Auf dem Weg trifft er Mal, der ihn auffordert, ihn zu erschießen, doch das tut er nicht. Er geht weiter und sieht den halb bewusstlosen Danny im Auto, der von Adelle gequält wurde, befreit ihn und fährt ihn schließlich nach Hause.

## Hintergrund
Mall wurde in Eagle Rock, einem östlichen Stadtteil von Los Angeles, gedreht. Die Aufnahmen im Einkaufszentrum dauerten 18 Tage.
Joe Hahn kam zuerst mit dem schon geschriebenen Drehbuch in Kontakt, bevor er den Roman von Bogosian las. Den Hauptunterschied der beiden Texte sieht er in der Bedeutung der Hauptperson Jeff, der die verschiedenen Personen des Drehbuchs in Beziehung setzt.
Ursprünglich war James Frecheville für die Rolle des Jeff vorgesehen, er erschien dem Regisseur jedoch zu alt für diese Rolle, und Frecheville selbst machte sich für die Rolle des Mal stark.

## Absichten
Auf die Frage, worauf der Film ‘Mall abziele, antwortete der Regisseur:

„Es geht um 5 Leute, die durch Jeff in Verbindung treten. Aus seiner Sicht. Es sind alles pathetische Leute. Jeff lernt von ihren Erfahrungen. Sie werden alle durch einen Crystal-Meth-Abhängigen zusammengebracht.“

In einem anderen Interview betont John Hahn die Leere dieser Menschen, die den Mall besuchen.

„[Es geht darum], die Leute so zu sehen, wie sie sind, und speziell die Leere, die sie fühlen, denn diese verursacht all das, was in ihrem Leben existiert. Auf der einen Seite mag ich diesen Aspekt, ich möchte aber auch wissen, wie sich diese Menschen verbinden. Wie diese Leere zu Verhalten führt, und wie dieses Verhalten andere Menschen beeinflusst.“

## Kritik
Die Kritiken sind überwiegend negativ, wobei die mangelnde Zeichnung der Charaktere im Vordergrund steht, ebenfalls die fehlende Klarheit über die Absichten des Films.

„Mall möchte eine spannende Story erzählen, scheitert aber, weil teilweise nutzlose Charaktere aufeinandertreffen, die Dialoge dürftig sind und die Storyzweige kaum sinnvoll abgeschlossen werden. So ist der Film zwar teilweise spannend, andererseits aber plätschert er nur so dahin. Immerhin musikalisch unterlegt Regisseur und Linkin-Park-DJ Joe Hahn das Werk zufriedenstellend.“

„Die Grundidee von Mall ist nicht neu, aber auch nicht schlecht – jedoch taugt die Umsetzung nur bedingt. Solch ein Film lebt von seinen Charakteren und deren Nachvollziehbarkeit. Der Film schafft es aber nicht, seinen Charakteren eine Hintergrundgeschichte auf den Leib zu schneidern, die aus mehr als zwei Sätzen besteht und über stereotype Klischees hinausgeht.“

„Das Debüt des ‚Linkin Park‘-DJs Joe Hahn über sittlich verwahrloste Teenager und frustrierte Erwachsene hat einen gewissen Sog. Letztlich aber bleiben die Geschichte und die Figuren papierdünn.“

„Das größte Problem mit Hahns Film ist, dass es unglaublich schwer ist zu beurteilen, ob das Film die Gewalt glorifiziert, die unschuldigen Leuten angetan wird, oder ob er diese verurteilt. […] Wie es nun sein mag: Mall ist ein wütendes Statement an das konsumistische Amerika, ohne eine Lösung anzubieten.“

Im Unterschied zu diesen oberflächlichen Rezensionen versucht Mark Hughes eine Interpretation, die eher auf die seelischen Zustände der Hauptperson Jeff abzielt und den Film als ein psychisches Geschehen in dessen Vorstellungswelt versteht:

„Sie können Mall als einen Low-budget Thriller über Leute betrachten, die vor einem Amoklauf flüchten, und dann könnten Sie zufrieden sein. Aber einen größeren Gewinn erbringt es, wenn Sie die tieferen Schichten der Story einbeziehen und die vielen Hinweise auf B-Film-Kinos und auf das psychedelische Theater aus alter Schule.“